# Proteuxoa rufimaculis
Proteuxoa rufimaculis là một loài bướm đêm thuộc họ Noctuidae. Loài này có ở New South Wales, Queensland và Nam Úc.